# 莽和克
莽和克台吉（?—?），又作莽骨、莾骨速台吉，蒙古（察哈尔蒙古）大汗布延彻辰汗之长子。他育有两子，分别为陵丹巴图尔台吉与桑噶尔济鄂特罕台吉。莽和克因其父在位时便已早逝，故未能继位。1604年，布延汗去世后，由布延汗之长孙、即莽和克年仅13岁的长子陵丹巴图尔继位为蒙古大汗，即林丹汗。